# 皮店乡
皮店乡，是中华人民共和国河南省驻马店市正阳县下辖的一个乡镇级行政单位。

## 行政区划
皮店乡下辖以下地区：
皮店村、幸寨村、潘店村、朱店村、夏寨村、卢寨村、康店村、王庄村、孙寨村、小集村和罗堂村。